# Vierschaak

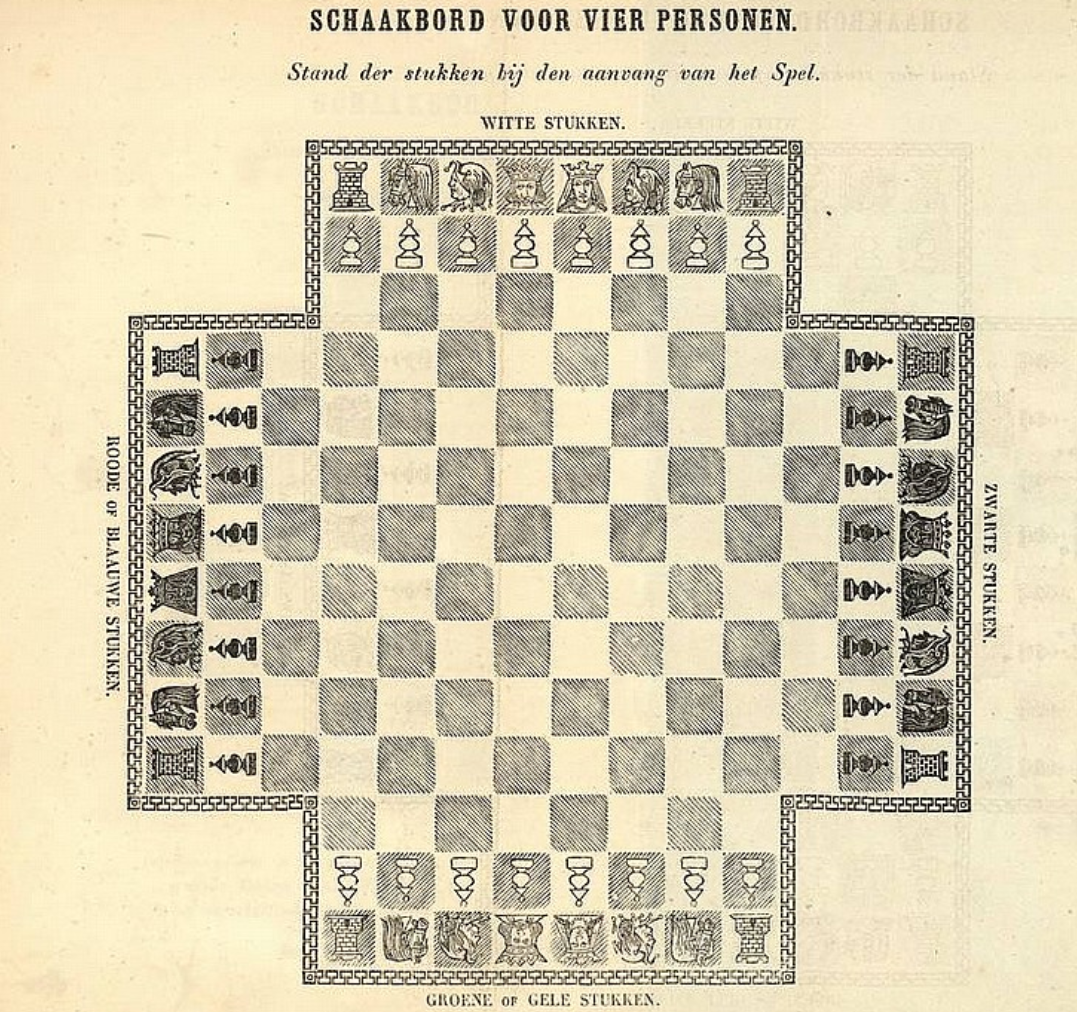
Schaakbord voor vier personen, omslag illustratie van een Sissa nummer uit 1848.

Vierschaak is een familie van varianten op het schaakspel dat gespeeld wordt door vier spelers, elk met een eigen leger.
Hoewel lange tijd gedacht werd dat het gewone schaken via het Indiase chaturanga van het vierschaakspel chaturaji afstamt, blijkt het andersom te zijn. Chaturaji en de diverse vierschaakvarianten die zich gedurende de geschiedenis wereldwijd hebben ontwikkeld zijn allemaal afgeleid van het schaakspel voor twee spelers. Alle in de loop van de geschiedenis ontwikkelde varianten zijn nog altijd goed speelbaar.
De thans in het westen bekendste vierschaakvariant van acht bij acht velden met een verlenging van drie rijen aan elke zijde, werd in Nederland  voor het eerst halverwege de 19e eeuw in het schaaktijdschrift Sissa geïntroduceerd.

## Beschrijving bekendste variant

### Bord en stukken

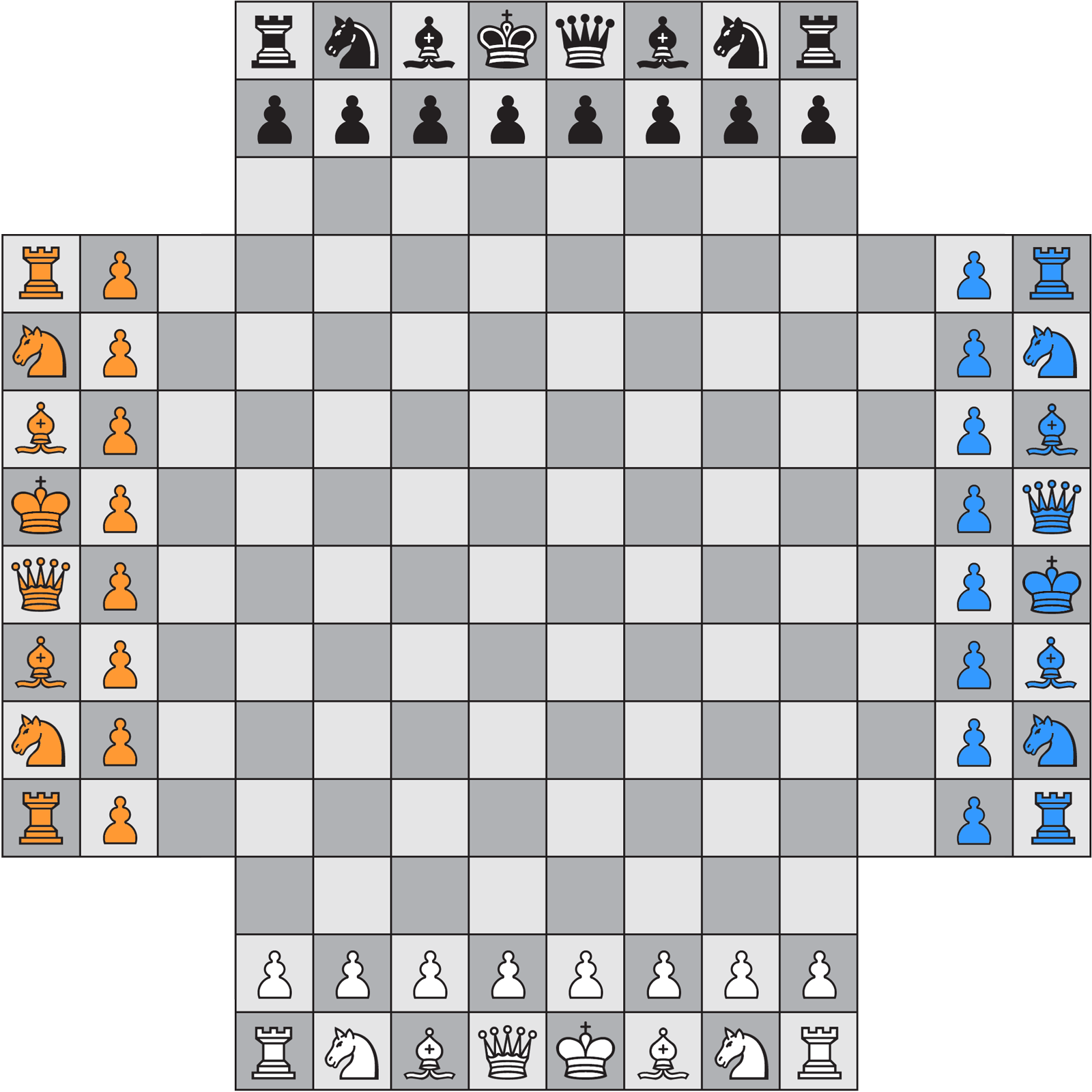
De bekendste vierschaakvariant

In het westen vermoedelijk de bekendste vierschaakvariant van het schaakbord bestaat uit een bord dat aan elke zijde verlengd is met 3 rijen en zo een kruisvormig schaakbord van 160 velden vormt. Hierop staan vier legers, elk met vrijwel dezelfde beginstelling als de legers van het gewone schaakspel. Ter onderscheid heeft elk leger een eigen kleur.
Doordat het speelbord groter is dan bij een gewoon schaakbord, is de afstand tot de tegenstander aan de overkant groter dan bij het normale schaakspel. Een pion doet niet 5 of 6 zetten maar 11 of 12 zetten om de overkant te bereiken.

### Spelregels
Er komen varianten in de spelregels voor maar de meest gebruikelijke regels zijn als volgt:
- De spelers spelen in teams van twee, waarbij de partners tegenover elkaar zitten. Men speelt om de beurt, linksom. All stukken bewegen en slaan als in het gewone schaak.
- Pionnen promoveren niet aan het einde, maar keren terug naar de oorspronkelijke kant en gaan zo op en neer.
- Wanneer een pion geblokkeerd wordt door een pion van de bondgenoot, dan mag hij eroverheen springen.
- Wanneer een pion op een promotieveld in een vijandelijk kamp arriveert, wordt hij altijd naar Dame gepromoveerd.
- Wanneer een partij schaakmat staat, is het spel niet afgelopen, maar bevriest dat leger op het bord. Stukken hiervan kunnen niet geslagen worden zolang de speler schaakmat staat. Schaakmat kan door zowel de partner als door de tegenstander opgeheven worden, maar nooit door het slaan van een stuk van het schaakmat staande leger.
- De stukken van partners hebben geen invloed op elkaar. Ze kunnen elkaar niet slaan, schaak geven en de koningen kunnen naast elkaar staan.
- De winnaar is het team dat de twee vijandelijke koningen tegelijk schaakmat heeft. Alle andere uitkomsten betekenen remise.

## Historie

### Chaturaji

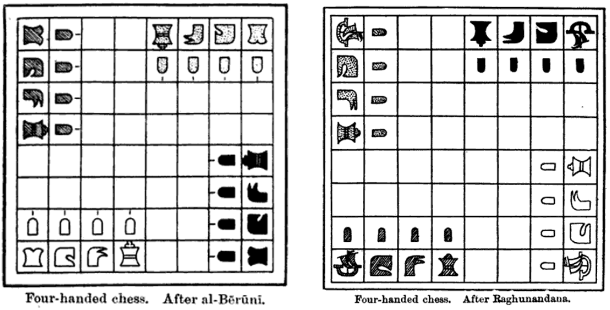
Startopstelling chaturaji volgens Al-Biruni (1030) en volgens Raghunandana (1500)

Chaturaji is de oudst bekende vierschaakvariant. Het is een schaakspel voor vier spelers elk met een eigen leger die in zijn eigen hoek van het bord begint. Elke speler vormt een bondgenootschap met een van de andere spelers en er wordt dus twee tegen twee gespeeld. Het verloop van het spel wordt met dobbelstenen bepaald. Chaturangi is dan ook een mengeling van een kans- en strategisch spel.
Volgens wat thans een mythe blijkt te zijn, zou het moderne schaakspel via chaturanga uit het chaturaji voor vier personen ontstaan zijn:
In een ver verleden streden in heel India de feodale krijgsheren om de macht middels vorming van bondgenootschappen en eindeloze militaire campagnes. In die tijd van continue oorlogen met meerdere partijen werd het vierschaakspel chaturaji een natuurlijk verzetje, waarbij gebruik gemaakt werd van de borden en dobbelstenen uit populaire racespelletjes.
Toen de wijzen van Manu en Zarathustra beschaving en bedachtzaamheid onder de mensen brachten, werd de dobbelsteen gelaten voor wat het was en werden de vier legers van chaturaji samengevoegd tot twee legers, die met elkaar op basis van pure logica moesten strijden... Het moderne schaakspel zou hieruit voortgekomen zijn.— Mythe over ontstaan van chaturaji
In tegenstelling tot wat dus lang gedacht was, blijkt chaturaji een variant te zijn van het veel oudere strategische chaturanga - de voorganger van het schaakspel - en niet anders om. De oudste verhandeling over chaturaji zonder Perzische of islamitische invloeden is de 12e-eeuwse in het Sanskriet geschreven Manasollasa, uit de pen van de zuidwestelijke Indiase koning Someshvara III.

### Vier seizoenenschaak

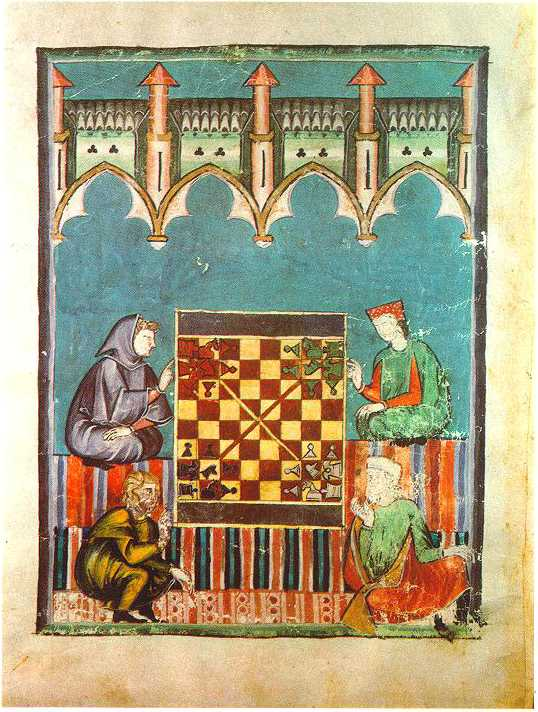
Vier seizoenenschaak in het Libro del ajedrez, dados y tablas van Alfons X van Castilië (13e eeuw)

Het Castiliaanse vier seizoenenschaak werd in het Libro del ajedrez, dados y tablas, een deel van de Libro de los juegos, beschreven. De gelijkenis met chataranji is onvermijdelijk en het is dan ook goed mogelijk dat de kennis van dat spel, in 1030 reeds door Al-Biruni beschreven, via de moslimwereld op het Spaanse schiereiland terecht is gekomen. Toch zijn er ook duidelijke verschillen tussen de twee varianten: terwijl in chaturanji in paren tegen elkander gespeeld werd, speelt in vier seizoenen ieder voor zich. Voorts staan in laatstgenoemd spel de legers bij aanvang in de hoeken opgesteld en wordt er niet gedobbeld.

### Moderne schaakgeschiedenis

Christoph Weickhmanns vierschaakvariant uit 1664

In 1664 publiceerde Christoph Weickhmann Königs-Spiel, een schaakboek waarin onder andere het vierschaken op een kruisvormige bord geïntroduceerd werd. Dit is de oudstbekende vierschaakvariant in de moderne schaakgeschiedenis. Het betrof een spel met honderdtwintig stukken (dertig stukken per speler) en een kruisvormige bord van zeven bij zeven knooppunten (geen velden), aan elke zijde met zes rijen knopen verlengd.
Aan het eind van de 18e eeuw werd in toenmalig Duitsland voor het eerst een kruisvormig schaakbord (met velden) beschreven, vermoedelijk door Hertog Ernest II van Saxe-Gotha-Altenburg (1745–1804). Het bord was de voorloper van de thans bekendste kruisbord, met toen nog elke zijde met twee rijen verlengd.
Het vierschaken werd in de 19e eeuw een mode, in het bijzonder in Engeland en Duitsland. In Nederland zou in 1847 's werelds eerste schaakgezelschap voor vierschaak opgericht zijn. Twee jaar later werd het spel in Nederland bekender door publicaties in het Sissa schaaktijdschrift. Er werd uitgebreid geëxperimenteerd met verschillende vormen van het vierschaak met het kruisbord. De variant van 8x8 velden met verlenging van twee rijen aan elke zijde van de Engelse George Hope Verney (1842-1896) zou beklijven en is thans de bekendste vierschaakvariant in de westerse wereld. In 1883 richtte Verney in Londen voor deze variant zelfs de Four-Handed Chess Club op dat tot aan de Tweede Wereldoorlog zou blijven bestaan. De regels voor Verneys vierschaakvariant werden door zijn partner, M.E. Hughes-Hughes, in 1888 definitief vastgelegd.

## Andere varianten

### Dubbelschaak

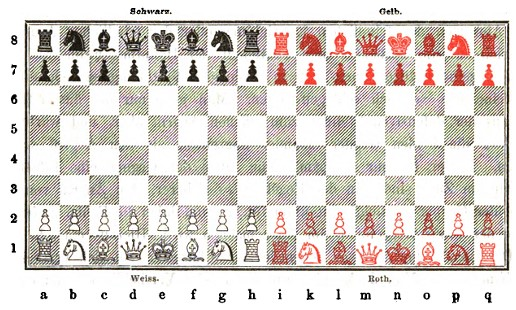
"Dubbelschaak"

In Mecklenburg-Schwerin, Duitsland, werd in 1828, voor het eerst een variant gezien waarin twee gewone schaakborden naast elkaar geplaatst werden, waardoor een 16×8-schaakbord ontstaat. Deze variant, die door Paul Rudolph Bilguer de beste onder de vierschaakvarianten beschouwde, werd in het Parijse café de la Régence gespeeld.
Hoewel dit letterlijk een dubbelschaakbord was, kreeg een nog grotere variant, een bord met 12 bij 16 velden, de officiële naam van Dubbelschaak. Dit is echter geen vierschaakvariant, maar een schaakspel voor twee spelers die elk twee legers tot hun beschikking hebben. Capablanca zou deze een bijzonder interessante variant gevonden hebben. Hij speelde deze variant in 1929 in een match met Geza Maroczy, dat hij met +2-0=2 won.

### Russisch fortschaak en Baltische vierspelerschaak

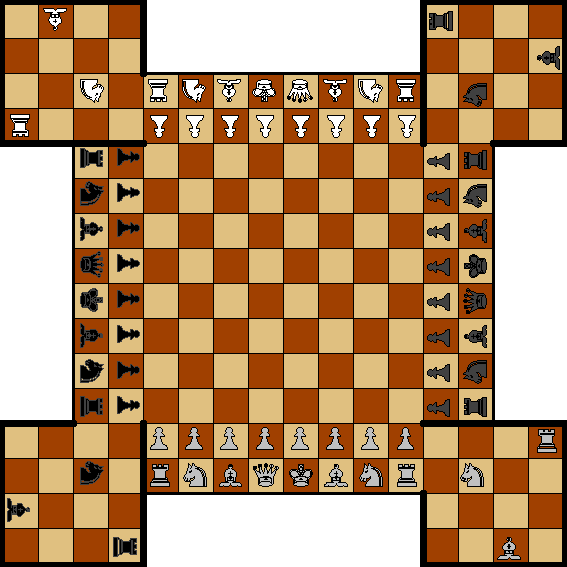
Russische fortschaak
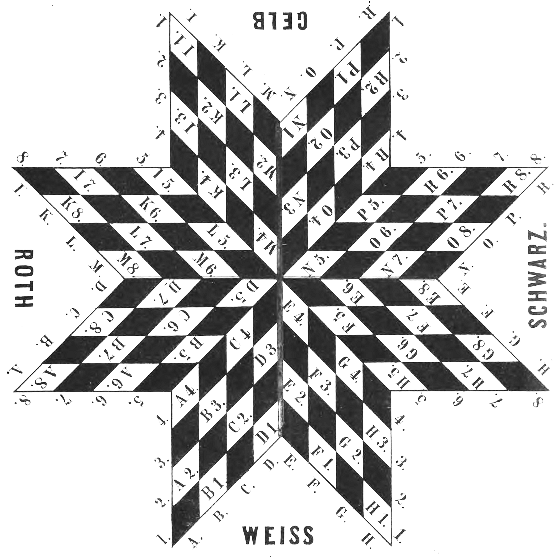
Baltisch vierschaak